# Такэда, Нобухиро
Нобухиро Такэда (яп. 武田 修宏 Такэда Нобухиро, род. 10 мая 1967, Хамамацу, Сидзуока) — японский футболист. Выступал за сборную Японии. Стал известен как превосходный бомбардир, обладающий быстрым мышлением и навыками хитрого позиционирования. В настоящее время работает на Nippon Television и является спортивным комментатором развлекательного агентства Хорипро.

## Клубная карьера
На протяжении своей футбольной карьеры выступал за клубы «Джубило Ивата», «Киото Пёрпл Санга», «ДЖЕФ Юнайтед Итихара», «Спортиво Лукеньо», но командой, которая принесла Такэда настоящий успех и куда он неизменно возвращался была «Токио Верди». Свою карьеру он начал ещё в средней школе (Средняя школа Симидзу Хигаси), а после её окончания присоединился к «Ёмиури» в 1986 году. В 1993 году клуб сменил название на «Верди Кавасаки» и стал одним из основателей новой Джей-лиги. Партнерство Такэда и Кадзуёси Миура стало ключевым элементом в успехе клуба в конце 80-х—начале 90-х годов. Тогда команда пять раз выигрывал чемпионат страны (1987, 1991, 1992, 1993, 1994), трижды становился обладателем Кубка Императора и Кубка лиги. В 1996 году футболист был отдан в аренду «Джубило Ивата», после которой, отыграв полгода за «Верди Кавасаки», подписал контракт с «Киото Пёрпл Санга». Сезоны 1998—1999 года Такэда провел в «ДЖЕФ Юнайтед Итихара», после которого снова вернулся в Кавасаки. В 2000 году его отправили на 6 месяцев в аренду в парагвайский клуб «Спортиво Лукеньо». Вернувшись домой, Такэда принял решение завершить карьеру.

## Карьера в сборной
С 1987 по 1994 год сыграл за национальную сборную Японии 18 матчей, в которых забил 1 гол. Дебют состоялся 8 апреля 1987 года в матче квалификации на Летние Олимпийские игры 1988 против Индонезии на Олимпийском стадионе в Токио. Тогда Такэда забил гол в матче, ставший единственным в его карьере за национальную команду. Он был членом сборной Японии, которая выиграла Кубок Азии 1992 года, хотя не провел ни одной игры на турнире.
Под руководством главного тренера Ханса Офта Япония вышла в финальную стадию квалификации чемпионата мира 1994 года. Такэда вышел на поле, заменив Масаси Накаяма на 81-й минуте, в решающем матче с Ираком. Ту встречу болельщики окрестили «Агонией в Дохе» или «Трагедией в Дохе», когда в компенсированное время сборная Японии пропустила гол и лишилась шансов на участие в Кубке Мира.

## Достижения

### Командные
«Ёмиури/Верди Кавасаки»
- Победитель Джей-лиги: 1986-87, 1990-91, 1991-92, 1993, 1994
- Обладатель Кубка Императора: 1986, 1987
- Обладатель Кубка Джей-лиги: 1992, 1993, 1994

Сборная Японии
- Кубка Азии: 1992

### Индивидуальные
- Включён в символическую сборную Джей-лиги: 1986/87, 1994

## Статистика

### В клубе
| Выступления за клуб | Выступления за клуб  | Выступления за клуб          | Лига  | Лига | Кубок            | Кубок            | Кубок лиги | Кубок лиги | Итого | Итого |
| Сезонn              | Клуб                 | Лига                         | Матчи | Голы | Матчи            | Голы             | Матчи      | Голы       | Матчи | Голы  |
| Япония              | Япония               | Япония                       | Лига  | Лига | Кубок Императора | Кубок Императора | Кубок лиги | Кубок лиги | Итого | Итого |
| ------------------- | -------------------- | ---------------------------- | ----- | ---- | ---------------- | ---------------- | ---------- | ---------- | ----- | ----- |
| 1986/87             | Ёмиури               | Чемпионат Японии. Дивизион 1 | 22    | 11   | 0                | 0                | 5          | 3          | 27    | 14    |
| 1987/88             | Ёмиури               | Чемпионат Японии. Дивизион 1 | 21    | 5    | 4                | 0                | 1          | 0          | 26    | 5     |
| 1988/89             | Ёмиури               | Чемпионат Японии. Дивизион 1 | 15    | 4    | 3                | 2                | 3          | 0          | 21    | 6     |
| 1989/90             | Ёмиури               | Чемпионат Японии. Дивизион 1 | 22    | 13   | 4                | 1                | 4          | 1          | 30    | 15    |
| 1990/91             | Ёмиури               | Чемпионат Японии. Дивизион 1 | 22    | 9    | 1                | 0                | 2          | 0          | 25    | 9     |
| 1991/92             | Ёмиури               | Чемпионат Японии. Дивизион 1 | 20    | 6    | 5                | 5                | 5          | 5          | 30    | 16    |
| 1992                | Верди Кавасаки       | Джей-лига                    | -     | -    | 5                | 1                | 11         | 4          | 16    | 5     |
| 1993                | Верди Кавасаки       | Джей-лига                    | 36    | 17   | 3                | 0                | 1          | 0          | 40    | 17    |
| 1994                | Верди Кавасаки       | Джей-лига                    | 40    | 23   | 0                | 0                | 3          | 1          | 43    | 24    |
| 1995                | Верди Кавасаки       | Джей-лига                    | 41    | 20   | 1                | 1                | -          | -          | 42    | 21    |
| 1996                | Джубило Ивата        | Джей-лига                    | 24    | 4    | 1                | 0                | 14         | 2          | 39    | 6     |
| 1997                | Верди Кавасаки       | Джей-лига                    | 4     | 0    | 0                | 0                | 6          | 1          | 10    | 1     |
| 1997                | Киото Пёрпл Санга    | Джей-лига                    | 16    | 9    | 2                | 1                | 0          | 0          | 18    | 10    |
| 1998                | ДЖЕФ Юнайтед Итихара | Джей-лига                    | 33    | 13   | 1                | 0                | 6          | 2          | 40    | 15    |
| 1999                | ДЖЕФ Юнайтед Итихара | Джей-лига                    | 24    | 6    | 0                | 0                | 2          | 1          | 26    | 7     |
| 2000                | Верди Кавасаки       | Джей-лига                    | 0     | 0    | 0                | 0                | 1          | 0          | 1     | 0     |
| 2001                | Токио Верди          | Джей-лига                    | 19    | 2    | 0                | 0                | 2          | 0          | 21    | 2     |
| Итого               | Итого                | Итого                        | 359   | 142  | 35               | 14               | 61         | 17         | 455   | 173   |

### В сборной
| Сборная Японии | Сборная Японии | Сборная Японии |
| Год            | Матчи          | Голы           |
| -------------- | -------------- | -------------- |
| 1987           | 4              | 1              |
| 1988           | 0              | 0              |
| 1989           | 0              | 0              |
| 1990           | 4              | 0              |
| 1991           | 2              | 0              |
| 1992           | 2              | 0              |
| 1993           | 4              | 0              |
| 1994           | 2              | 0              |
| Итого          | 18             | 1              |